# Columna de Júpiter

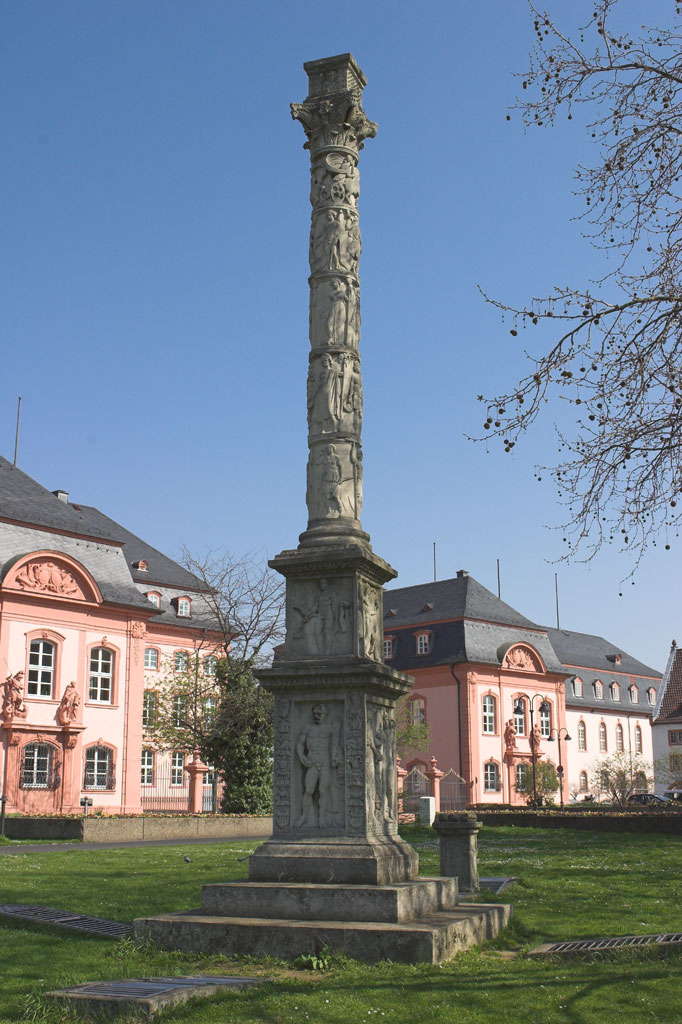
Reconstrucción del original, hoy en un museo, frente al Parlamento de Maguncia.

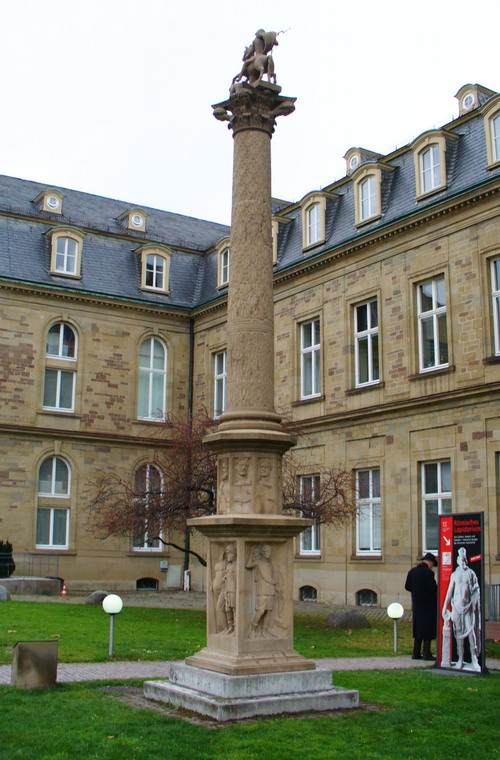
Reconstrucción de la columna de Hausen an der Zaber en el Nuevo Castillo de Stuttgart.

Una Columna de Júpiter (en alemán Jupitergigantensäule o simplemente Jupitersäule) es un monumento arqueológico erigido en la Magna Germania en tiempos del Imperio romano. Tales pilares expresan las creencias religiosas de su tiempo. Se erigieron entre los siglos II y III, sobre todo en las cercanías de asentamientos o villas romanas de las provincias germanas. También se dieron algunos ejemplos en la Galia y en Britania. Estos monumentos no se cercaban con muros ni vallas, e iban acompañados de un altar.

## Características
La base estaba constituida normalmente por una viergötterstein (literalmente cuatro piedras del dios), como se hacía normalmente para otros dioses. Ésta sorportaba un wochengötterstein, es decir, una personificación de los siete días de la semana. La columna estaba coronada con una estatua de Júpiter, normalmente montado sobre un caballo y luchando contra gigantes o serpientes. En algunos casos, como en Walheim), el capitel era decorado con cuatro cabezas que interpretaban las fases del día (mañana, mediodía, tarde y noche). En total, toda la columna solía medir unos 4 metros, existiendo excepciones como la de Maguncia, de 9 metros de altura.
Las columnas de la Germania superior normalmente representaban a Júpiter con un gigante, tal y como se ha descrito; a este tipo de se le conoce como Jupitergigantensäulen, literalmente Columnas de Júpiter Gigante. A su vez, en la Germania inferior suele aparecer Júpiter solo, en cuyo caso se le denomina Jupitersäulen: Columnas de Júpiter.
Muy pocos ejemplos se han conservado intactos, siendo conocidos a partir de los hallazgos arqueológicos o a través de usos posteriores como espolios en iglesias cristianas. Recientemente algunas de las antiguas Columnas de Júpiter se han reconstruido y elevado en los lugares que antiguamente ocuparon o en sus proximidades. Algunos ejemplos son los de Landenburgo, Orbernburgo, Benningen, Sinsheim, Stuttgart, Maguncia, o Saalburgo.
De acuerdo con el historiador Greg Woolf, estos monumentos recordaban la victoria de Júpiter Óptimo Máximo sobre las fuerzas del Caos, cuando el dios se alzó sobre las otras divinidades y la humanidad, aunque permaneciendo ligado a todos ellos. Woolf vio la mayoría de las columnas como culto a Júpiter, individualmente, por tal hazaña. 